# Myxine garmani
Myxine garmani – gatunek bezszczękowca z rodziny śluzicowatych (Myxinidae).

## Zasięg występowania
Okolice Japonii.

## Cechy morfologiczne
Osiąga max. 54 cm długości całkowitej. 6 par worków skrzelowych. 95-101gruczołów śluzowych). Fałda brzuszna dobrze rozwinięta.
Przód ciała jaśniejszy niż reszta.

## Biologia i ekologia
Występuje na głębokości ok. 500–800 m.